# Gonatium orientale
Gonatium orientale là một loài nhện trong họ Linyphiidae.
Loài này thuộc chi Gonatium. Gonatium orientale được Jean-Louis Fage miêu tả năm 1931.